# Мошки (Андреапольский район)
Мошки (Большие Мошки) — деревня в Андреапольском районе Тверской области. Входит в Хотилицкое сельское поселение.

## География
Расположена примерно в 7 верстах к югу от села Хотилицы рядом с озером Велия.

## История
В конце XIX — начале XX века это была деревня Большие Мошки Торопецкого уезда Псковской губернии. Деревня под названием Мошки (Малые Мошки) располагалась в 2 верстах к северо-западу недалеко от озера Абрамовское.

## Население
| 2002 | 2010 |
| ---- | ---- |
| 4    | ↘1   |